# Ставки (Радомышльский район)
Ставки́ (укр. Ставки; с 1928 по 2016 г. — Ле́нино) — село на Украине, находится в Радомышльском районе Житомирской области.
Код КОАТУУ — 1825085201. Население по переписи 2001 года составляет 1170 человек. Почтовый индекс — 12255. Телефонный код — 4132. Занимает площадь 3,954 км².

## История
- Образовалось в результате слияния сел Ставки и Минины (Минино), новому селу было дано название Ленино.
- 2016 — Верховная Рада переименовала село Ленино в село Ставки[2].

## Адрес местного совета
12255, Житомирская область, Радомышльский р-н, с. Ставки, ул. Центральная